# 알렉사 다발로스
알렉사 다벌로스(Alexa Davalos, 영어 발음: /ˈdɑːvəloʊs/, 1982년 5월 28일 ~ )는 미국의 배우이다. 프랑스 파리에 체류 중이던 미국인 부부 사진작가 제프 두나스와 배우 얼리사 다벌로스 사이에서 태어났다.

## 출연 작품

### 영화
- 리딕: 헬리온 최후의 빛 (2004)
- 피스트 오브 러브 (2007)
- 미스트 (2007)
- 디파이언스 (2008) - 릴카 틱틴 역
- 타이탄 (2010) - 안드로메다 공주 역

### 텔레비전
- 언디클레어드 (2002)
- 엔젤 (2002-03)
- 높은 성의 사나이 (2015-19)
- 퍼니셔 (2019)
- FBI: 모스트 원티드 (2021-현재)